# Male Laze pri Beljaku
Male Laze pri Beljaku (nemško Kleinvassach) je naselje Statutarnega mesta Beljak na Koroškem v Avstriji.